# گورستان لهستانی بندر انزلی
۳۷°۲۸′۴۰٫۱″ شمالی ۴۹°۲۶′۲۰٫۰۵″ شرقی / ۳۷٫۴۷۷۸۰۶°شمالی ۴۹٫۴۳۸۹۰۲۸°شرقی

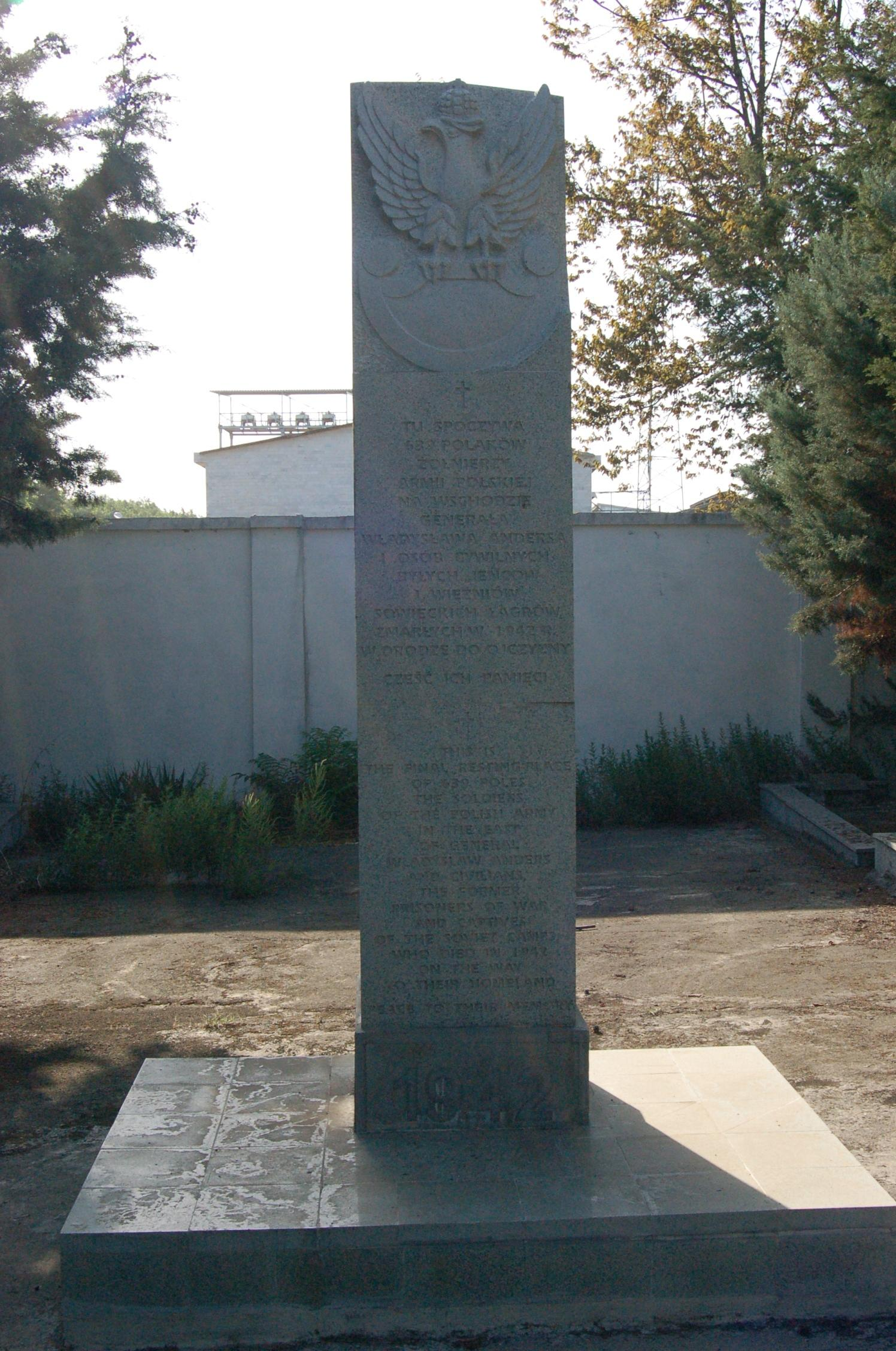

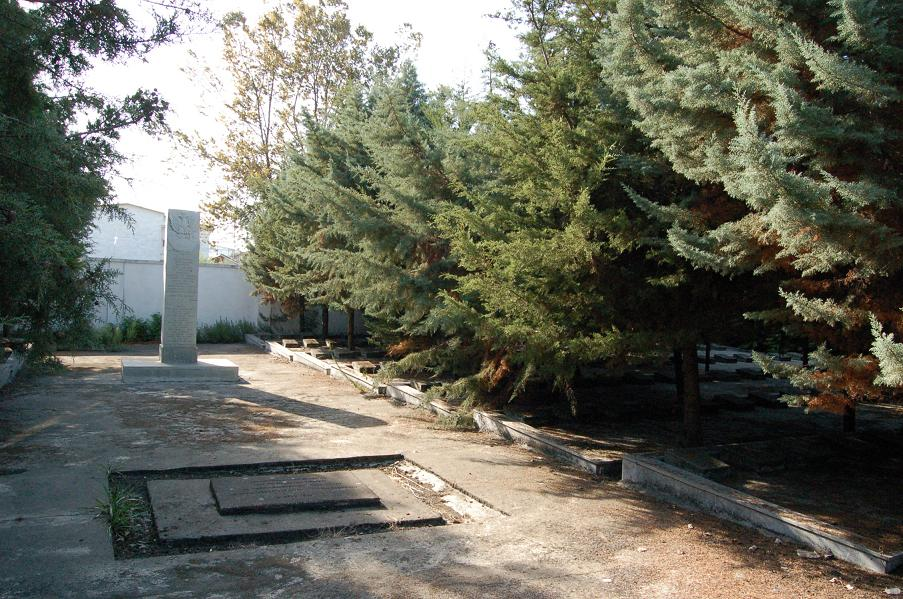

گورستان لهستانی بندر انزلی (به انگلیسی: Polish Cemetery in Bandar-e Anzali)، گورستانی است که آرامگاه تعداد زیادی از مهاجرین لهستانی است که طی حمله سربازان نازی در سال ۱۹۴۱ از طریق بندر انزلی به ایران پناهنده شدند.

## معرفی
در این گورستان تعداد ۶۳۹ نفر از مهاجرین لهستانی که طی حمله سربازان نازی در سال ۱۹۴۱ از طریق بندر انزلی به ایران پناهنده شدند به خاک سپرده شده‌اند که این گورستان دومین گورستان بزرگ سربازان لهستانی در ایران است که اکثراً به علت بیماری و سختی راه جان سپرده‌اند و در شهرهای مختلف ایران به خاک سپرده شده‌اند.
گورستان بندر انزلی بعد از تهران بزرگترین گورستان این افراد جنگ زده‌است که یادگاری هستند از اتفاقات تلخ جنگ جهانی دوم.